# Fátima Djarra Sani

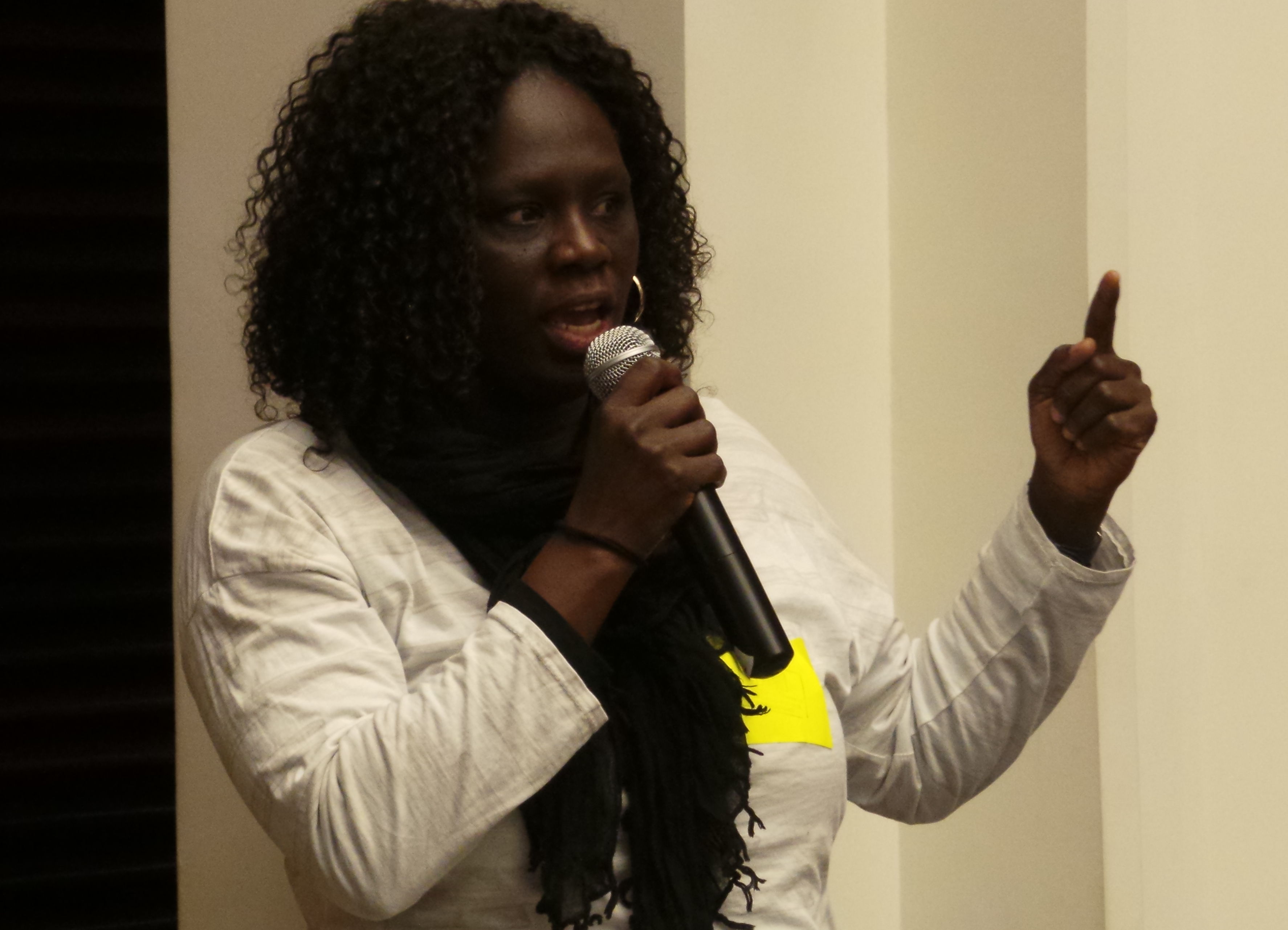
Fatima Djarra Sani, 2017

Fátima Djarra Sani (sinh ngày 1968) là một nhà hoạt động nữ quyền Guinea-Bissau, đặc biệt chống lại sự cắt xén bộ phận sinh dục nữ giới (FGM).

## Tuổi trẻ
Fátima Djarra Sani sinh ra tại thủ đô Bissau vào năm 1968. Cô là một nhà hoạt động chống lại sự cắt xén bộ phận sinh dục của phụ nữ ở Guinea-Bissau và đại diện cho Médecins du Monde ở Châu Phi.
Gia đình cô thuộc dân tộc thiểu số Mandinga. Cô bị cắt bỏ bộ phận sinh dục khi cô bốn tuổi.

## Công việc
Năm 2008, cô tham gia tổ chức Médecins du Monde. Tại đây, cô đã tổ chức các hội thảo và bài giảng về khả năng hiểu biết của phụ nữ châu Phi, và thực hiện các dự án về sức khỏe sinh sản tình dục và phòng ngừa cắt xén bộ phận sinh dục.
Cô đã tham gia soạn thảo một nghị định thư về phòng ngừa và hành động chống lại việc cắt xén bộ phận sinh dục nữ đã được phê duyệt vào tháng 6 năm 2013 tại Navarra, Tây Ban Nha.

## Tác phẩm
Năm 2015, cô xuất bản quyển sách Indomable: de la mutilación a la vida (tạm dịch là Bất khuất: từ cắt xén đến cuộc sống), một cuốn tự truyện kể câu chuyện cuộc đời của chính bản thân cô được xuất bản bởi nhà xuất bản Ediciones Península.

## Xuất bản
Indomable: de la mutilación a la vida (Indomitable: from mutilation to life), nhà xuất bản Ediciones Península, năm 2015